# The Cowboys' Christmas Ball
The Cowboy's Christmas Ball è il sesto singolo natalizio del gruppo statunitense The Killers. Cover dell'omonimo brano di Michael Martin Murphey contenuto nell'album Cowboy Christmas: Cowboy Songs II del 1991, ne è stato reso disponibile il download a pagamento su iTunes a partire dal 30 novembre. Come per gli altri singoli natalizi, ovvero A Great Big Sled, Don't Shoot Me Santa, Joseph, Better You Than Me,  ¡Happy Birthday Guadalupe! e Boots, anche questo si pone come scopo la raccolta di fondi da destinare alla lotta contro l'AIDS in Africa per la campagna (RED). È il primo lavoro ufficiale della band dopo la partecipazione all'album tributo AHK-toong BAY-bi Covered uscito il 25 ottobre 2011 per festeggiare il ventesimo anniversario dalla pubblicazione di Achtung Baby degli U2.

## Videoclip
Le prime indiscrezioni sul videoclip e sul titolo del brano sono state diffuse grazie ad una delle comparse, che aveva pubblicato su Twitter delle foto in cui erano presenti i membri della band in abiti di scena.